# Днепровское (Херсонская область)
Днепровское (укр. Дніпровське) — посёлок в Белозёрской поселковой общине Херсонского района Херсонской области Украины.
Почтовый индекс — 75003. Телефонный код — 5547. Код КОАТУУ — 6520381401.

## Население
Население по переписи 2001 года составляло 1139 человек.

### Языковой состав
Родной язык населения по данным переписи 2001 года:
| Язык       | Численность, чел. | Доля     |
| ---------- | ----------------- | -------- |
| Украинский | 990               | 86,92 %  |
| Русский    | 146               | 12,82 %  |
| Другое     | 3                 | 0,26 %   |
| Итого      | 1 139             | 100,00 % |

## Местный совет
75003, Херсонская обл., Белозёрский р-н, пос. Днепровское, ул. Центральная, 1а